# 香港四季酒店
香港四季酒店（英語：Four Seasons Hotel Hong Kong），别称望北楼，是香港的一座甲級高價酒店，為香港島中環的國際金融中心的酒店部分，亦是國際金融中心最後一期的計劃。酒店由四季酒店集團管理，是香港首間及唯一一間四季酒店，於2005年9月開幕。
香港四季酒店樓高45層，樓面面積110萬平方呎，設有399間客房。酒店設備豪華，大部分客房均享有180度維多利亞港和九龍半島海岸的景色。
酒店四樓的中餐廳龍景軒，於2008年獲國際飲食權威米芝蓮評為三星級食肆，為全球首間獲此殊榮的中餐廳；而酒店六樓的法國餐廳Caprice，於2008年獲米芝蓮評為二星級食肆，2009年更獲三星級食肆評級，令香港四季酒店成為全球唯一擁有兩間米芝蓮三星食肆的酒店。

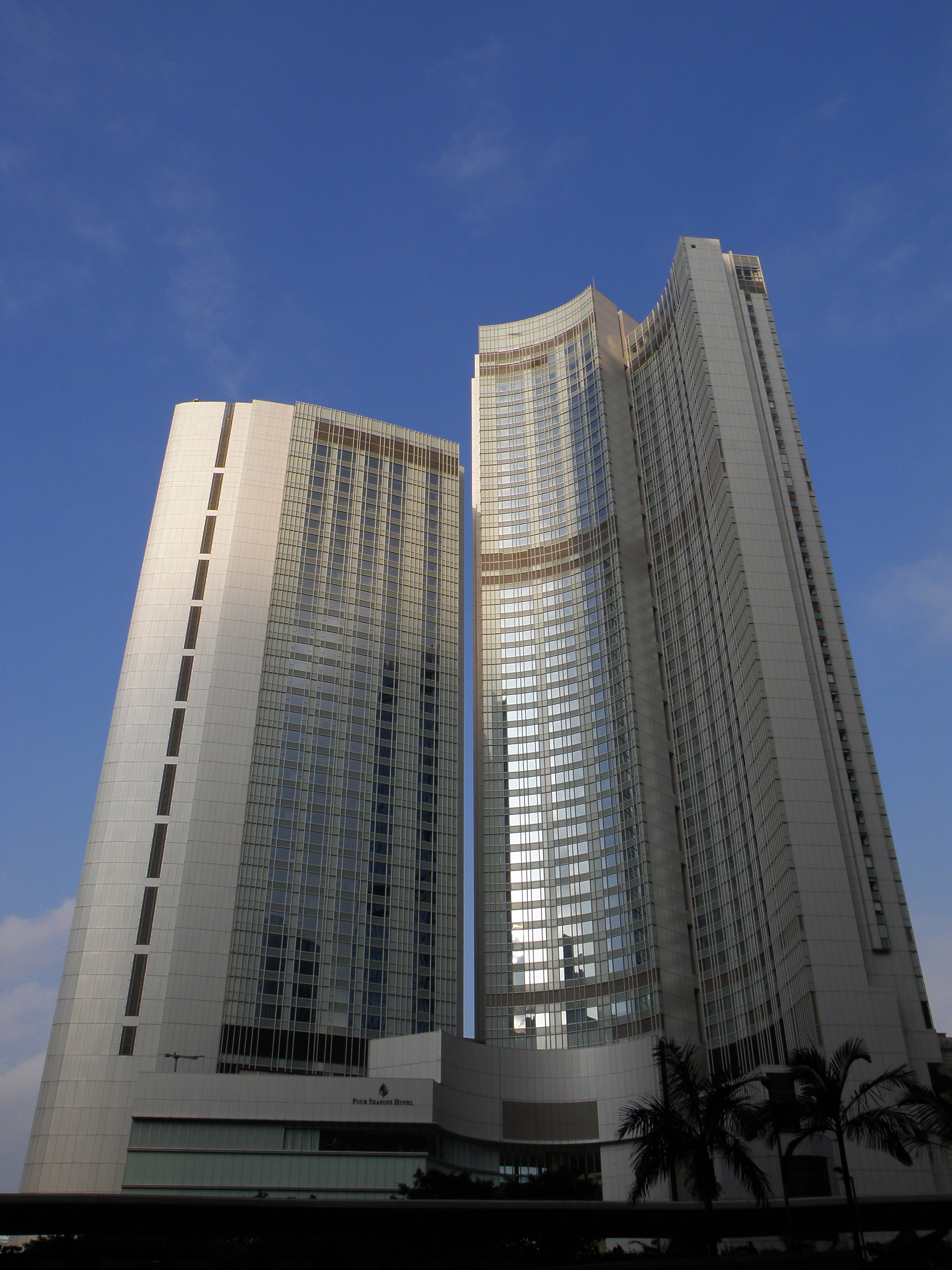
香港四季酒店及四季匯南面

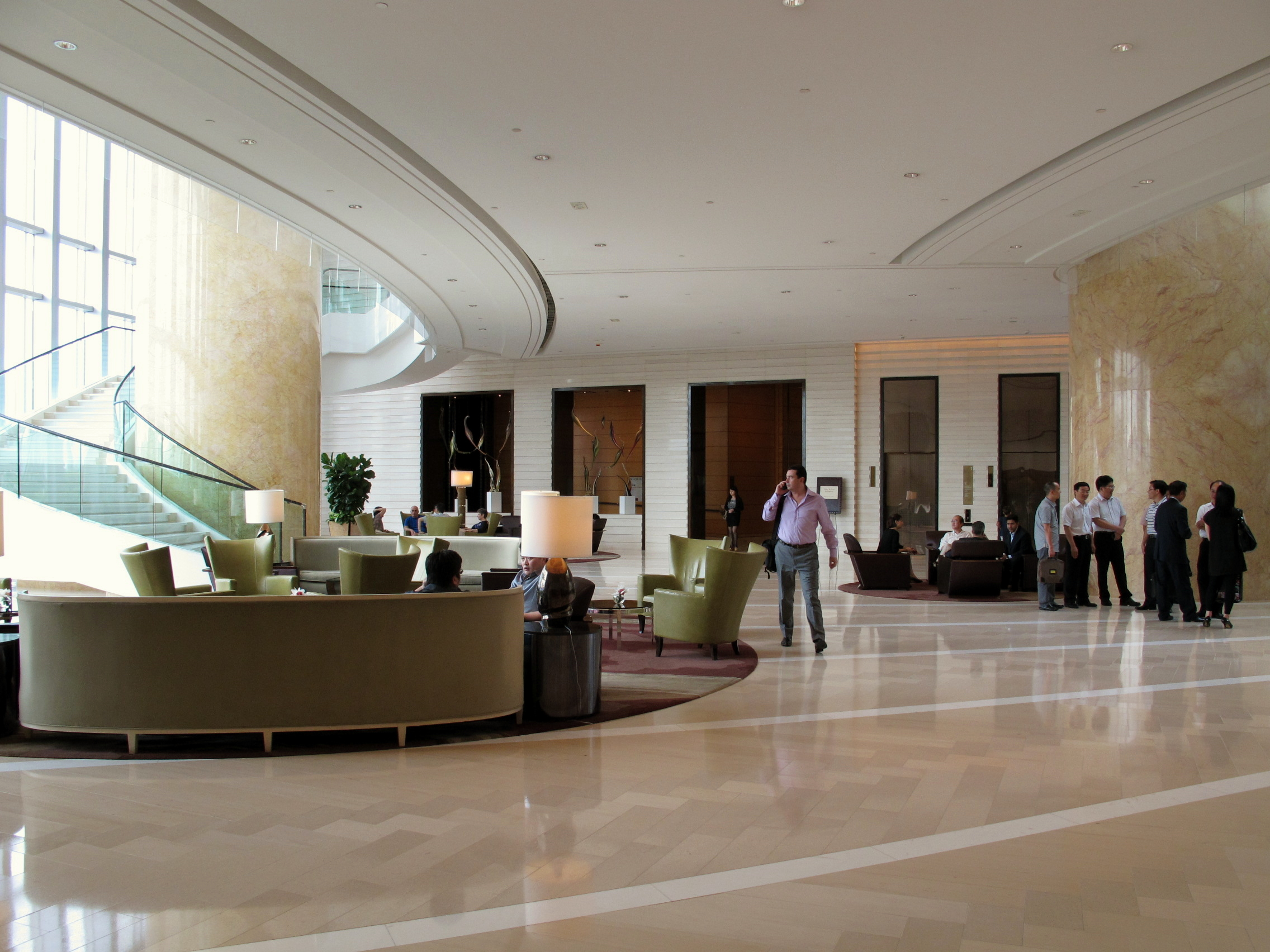
香港四季酒店大堂

酒店旁邊亦設有四季匯（Four Seasons Place）服務式住宅，同屬四季酒店集團管理，是為方便長時間居留香港的人士而設的服務式住宅。四季匯與香港四季酒店同時開幕，樓高60層，共設有519間房間，室內設計與四季酒店客房不同，部份單位亦可享有維多利亞港的景色，租金高昂。其兩個頂層複式單位，在2005年底每呎租金為115港元，創下香港最高每呎租金紀錄。租客不少為跨國公司、金融機構駐香港的高級職員及本地名人。

## 酒店設施
- 健身室
- 室外游泳池
- 餐廳（包括全球首間米芝蓮3星中餐廳龍景軒及米芝蓮3星法國餐廳Caprice）
- 商務中心
- 酒吧
- 水療中心
- 購物中心（連接國際金融中心商場）
- 多功能廳
- 托兒服務
- 代客泊車
- 行政貴賓廳

## 圖集

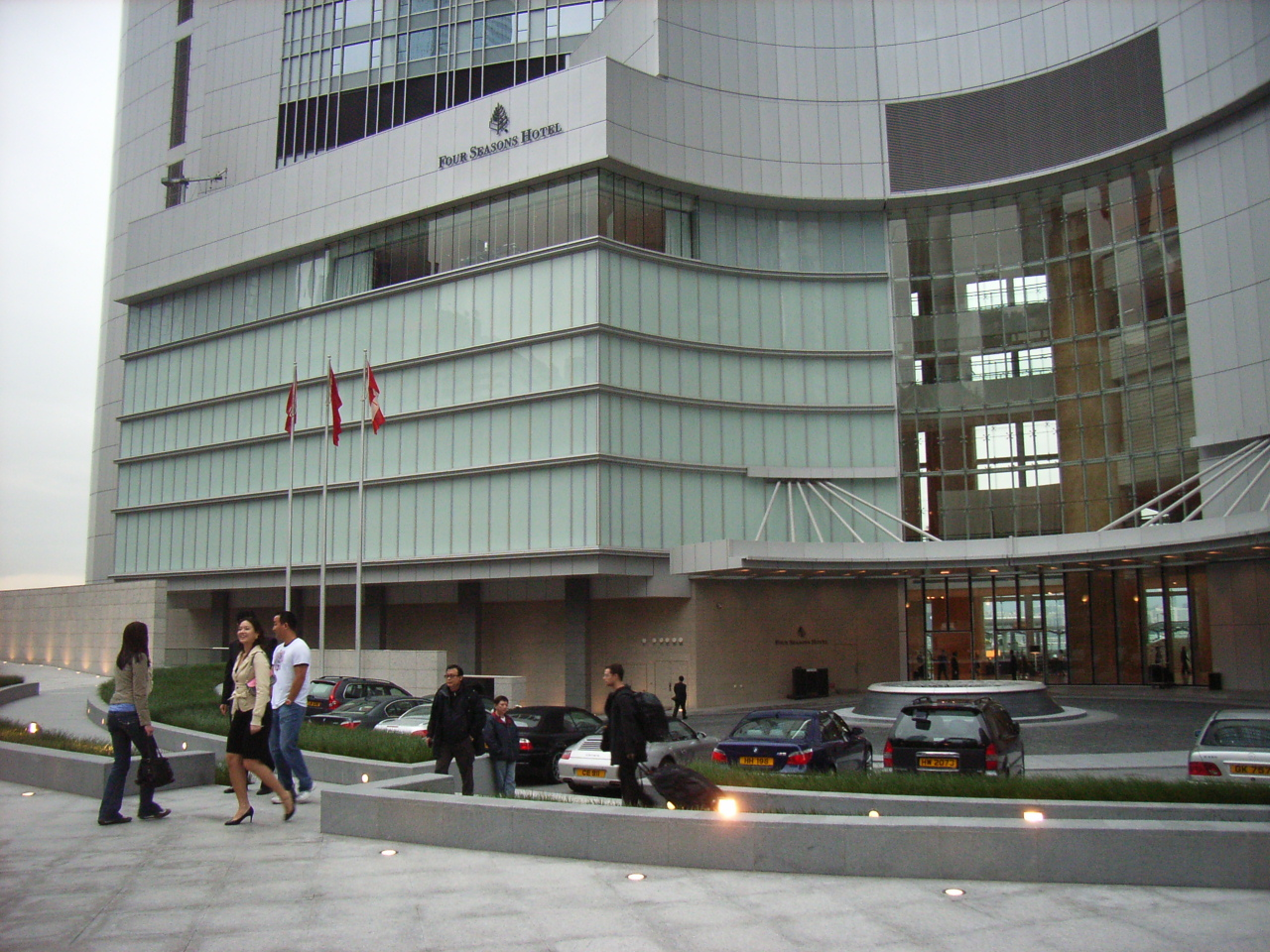
香港四季酒店入口
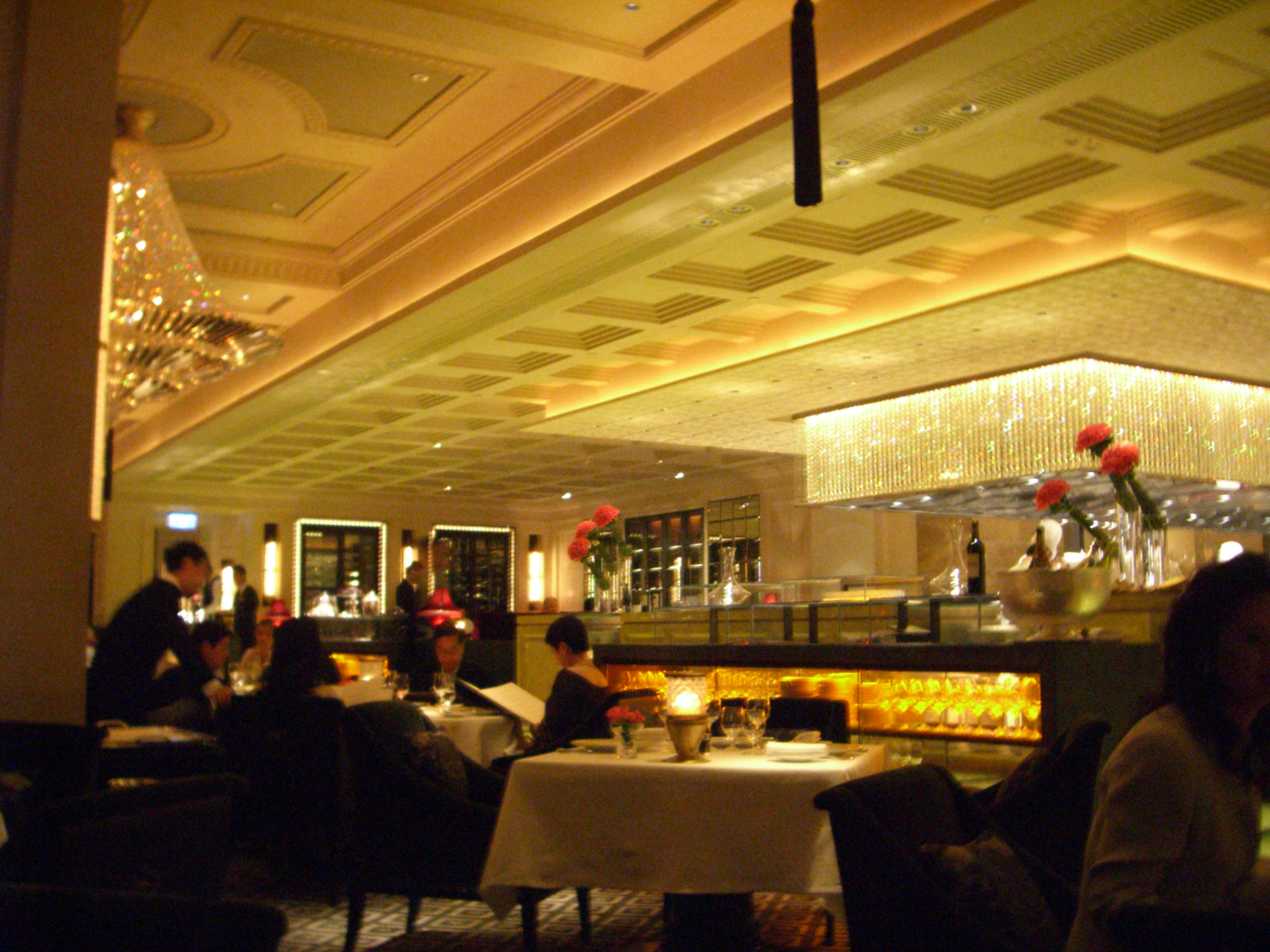
Caprice 法国餐厅
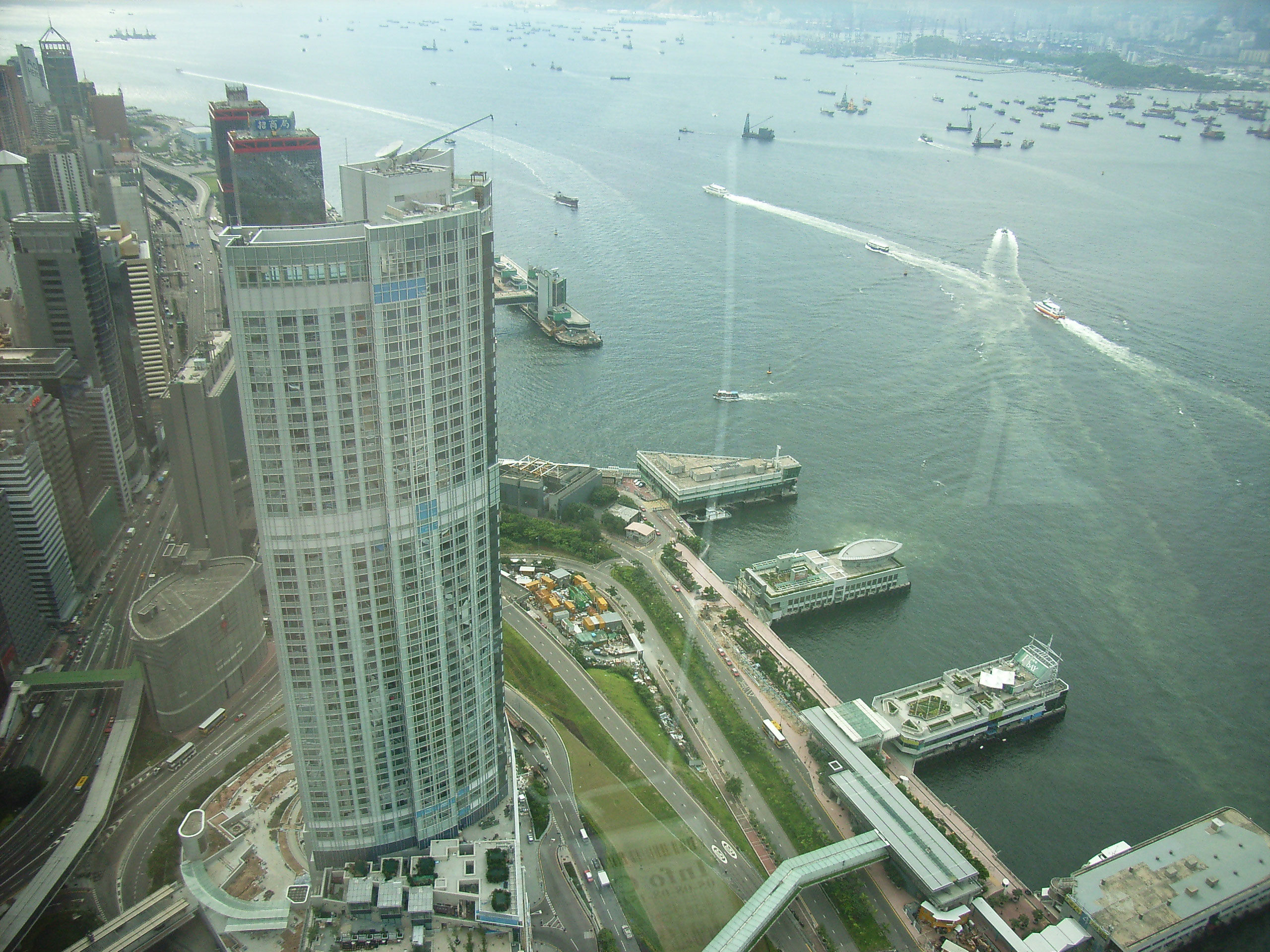
由國際金融中心眺望四季匯
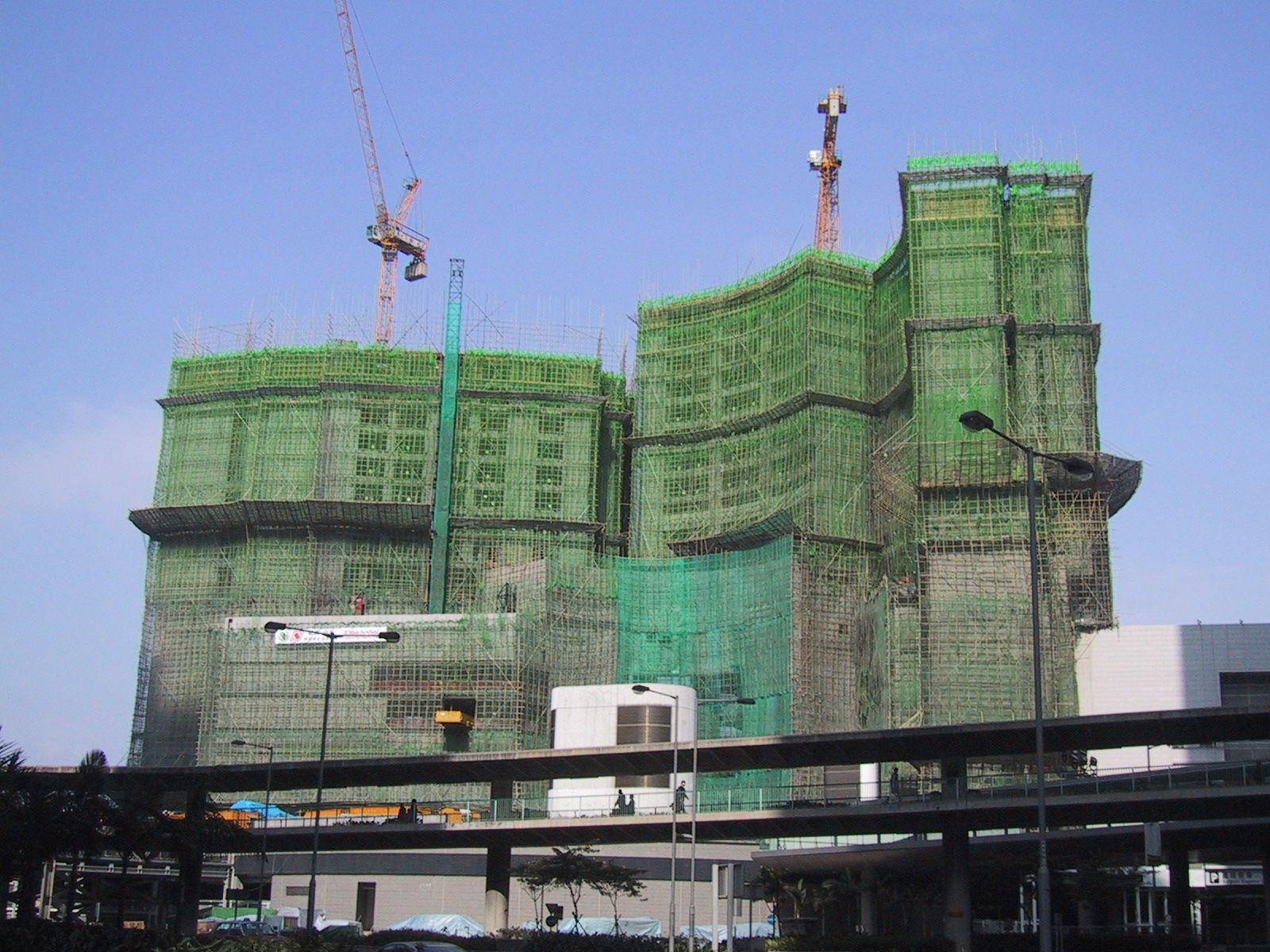
興建中的香港四季酒店（左）及四季匯（右）

## 影视
由于香港与中国内地暂无引渡协议且香港仍然沿用英美法系，多名被内地调查或通缉的富豪曾藏匿于该酒店，并将该酒店称为“望北楼”，取“望着北方，等待归期”之意。中国内地热播剧《人民的名义》中，以别名“望北楼”的三季酒店影射四季酒店。

## 外部連結
- 香港四季酒店 （页面存档备份，存于）